# Orla Jørgensen
Orla Jørgensen (né le 25 mai 1904 à Ordrup/Gentofte et mort le 29 juin 1947 à Gentofte) est un coureur cycliste danois. Lors des Jeux olympiques de 1928, il s'est classé vingt-cinquième de la course individuelle. Avec Henry Hansen et Leo Nielsen, respectivement premier et septième de cette course, il a remporté la médaille d'or du classement par équipes.

## Palmarès
- 1926
  - Champion des Pays nordiques sur route par équipes (avec Henry Hansen, Erik Andersen et Svend Frederiksen)
  - 3e du championnat du Danemark sur route amateurs
- 1928
  -  Champion olympique de la course sur route par équipes (avec Leo Nielsen et Henry Hansen)
  - Fyen Rundt
  - Sjælland Rundt